# Mund (prawo)
Mund to termin z praw germańskich. Jest to szczególny rodzaj więzi pomiędzy osobami fizycznymi. Wywodzi się on z relacji pokrewieństwa.
Terminem tym określano władzę opiekuńczą ojca nad niepełnoletnim synem, czy też władzę najbliższego męskiego krewnego (ojca, brata, czy męża) nad kobietą, a w razie jego braku króla. Taka więź łączyła także pana z litem („półwolnym”). Różne były rodzaje mundu i wynikające z niego obowiązki. Inny mund miał ojciec nad niezamężna kobietą, a inny spadkobiercy zmarłego męża nad wdową.
Por. patria potestas w prawie rzymskim.